# Parque rural de Doramas
El parque rural de Doramas es un paisaje protegido situado al norte de la isla de Gran Canaria (Canarias, España). Se distribuye entre los municipios de Arucas, Firgas, Moya, Santa María de Guía, Teror y Valleseco.
Fue parte de la antiguamente conocida como la Selva de Doramas, en referencia al guerrero Doramas.
A pesar de que la zona está afectada por la actividad agrícola, todavía conserva espacios naturales bien preservados, como el Barranco de los Tilos, Azuaje y Barranco Oscuro. En ellos se pueden encontrar algunos de los últimos relictos de la laurisilva en Gran Canaria.

## Flora
El parque alberga aproximadamente 8000 especies de plantas vasculares, de las cuales 30 son endémicas de Gran Canaria, 126 son endémicas de las Islas Canarias, y 30 lo son de la Macaronesia. De estas especies, tres crecen exclusivamente en el parque: la Cresta de gallo (Isoplexis chalcantha), la rejalgadera de Doramas (Solanum verpertilio subsp doramae) y la salvia blanca (Sideritis discolor).

## Fauna
Entre las 49 especies recensadas de fauna vertebrada, destacan las aves como el pájaro carpintero de Gran Canaria (Dendrocopos major thanneri), el búho chico canario (Asio otus canariensis) y el aguililla canaria (Buteo buteo insularum), todas ellas endémicas de Canarias.
Otras aves típicas del monteverde son el petirrojo (Erithacus rubecula superbus), el pinzón vulgar (Fringilla coelebs tintillon) y el herrerillo (Parus caeruleus teneriffae). También se encuentran presentes reptiles como las lisas (Chalcides sexlineatus) y los lagartos de Gran Canaria (Gallotia stehlini), y anfibios introducidos como la ranita meridional (Hyla meridionalis) y la rana común (Pelophylax perezi). Entre los mamíferos, la musaraña de osorio (Crocidura russula osorio) es una subespecie de musaraña que vive en el norte y noroeste de Gran Canaria.
Los invertebrados están bien representados con numerosas especies de diversos órdenes, incluyendo especies raras y exclusivas como la babosa de boina de Machado (Plutonia machadoi), en peligro crítico de extinción.